# Alfred North Whitehead

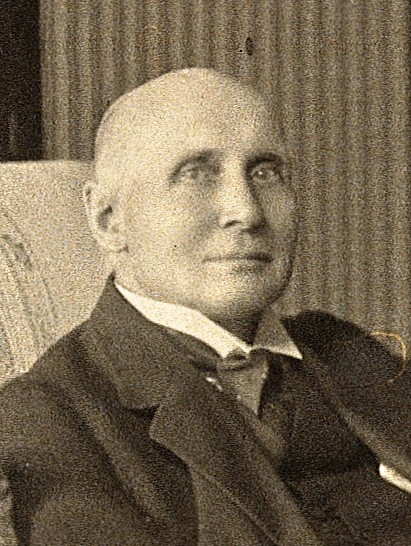

Alfred North Whitehead OM, FRS (15 tháng 2 năm 1861 - 30 tháng 12 năm 1947) là một nhà toán học và triết gia Anh. Ông được biết đến như là triết gia của các trường phái triết học gọi là triết học quá trình, mà ngày nay đã có các ứng dụng cho một loạt các lĩnh vực, bao gồm cả sinh thái học, thần học, giáo dục, vật lý, sinh học, kinh tế học và tâm lý học.
Trong giai đoạn sớm của sự nghiệp Whitehead viết chủ yếu về toán học, logic học và vật lý. Tác phẩm nổi tiếng nhất của ông trong lĩnh vực này là 3 tập Principia Mathematica ('Nguyên lý của Toán học' 1910–1913), viết cùng với cựu sinh viên của ông là Bertrand Russell. Principia Mathematica được coi là một trong những tác phẩm quan trọng nhất về logic toán của thế kỷ 20, và được xếp hạng 23 trong danh sách 100 tác phẩm đứng đầu thế kỷ 20 trong lĩnh vực sách phi hư cấu viết bằng tiếng Anh bởi Modern Library.

## Các tác phẩm chính
Liệt kê theo thời điểm xuất bản.
- A Treatise on Universal Algebra. Cambridge: Cambridge University Press, 1898. ISBN 1-4297-0032-7. Available online at http://projecteuclid.org/euclid.chmm/1263316509 Lưu trữ ngày 3 tháng 9 năm 2014 tại Wayback Machine.
- The Axioms of Descriptive Geometry. Cambridge: Cambridge University Press, 1907.[18] Available online at http://quod.lib.umich.edu/u/umhistmath/ABN2643.0001.001.
- with Bertrand Russell. Principia Mathematica, Volume I. Cambridge: Cambridge University Press, 1910. Available online at http://www.hti.umich.edu/cgi/b/bib/bibperm?q1=AAT3201.0001.001. Vol. 1 to *56 is available as a CUP paperback.[19][20][21]
- An Introduction to Mathematics. Cambridge: Cambridge University Press, 1911. Available online at http://quod.lib.umich.edu/u/umhistmath/AAW5995.0001.001. Vol. 56 of the Great Books of the Western World series.
- with Bertrand Russell. Principia Mathematica, Volume II. Cambridge: Cambridge University Press, 1912. Available online at http://www.hti.umich.edu/cgi/b/bib/bibperm?q1=AAT3201.0002.001.
- with Bertrand Russell. Principia Mathematica, Volume III. Cambridge: Cambridge University Press, 1913. Available online at http://www.hti.umich.edu/cgi/b/bib/bibperm?q1=AAT3201.0003.001.
- The Organization of Thought Educational and Scientific. London: Williams & Norgate, 1917. Available online at https://archive.org/details/organisationofth00whit.
- An Enquiry Concerning the Principles of Natural Knowledge. Cambridge: Cambridge University Press, 1919. Available online at https://archive.org/details/enquiryconcernpr00whitrich.
- The Concept of Nature. Cambridge: Cambridge University Press, 1920. Based on the November 1919 Tarner Lectures delivered at Trinity College. Available online at https://archive.org/details/cu31924012068593.
- The Principle of Relativity with Applications to Physical Science. Cambridge: Cambridge University Press, 1922. Available online at https://archive.org/details/theprincipleofre00whituoft.
- Science and the Modern World. New York: Macmillan Company, 1925. Vol. 55 of the Great Books of the Western World series.
- Religion in the Making. New York: Macmillan Company, 1926. Based on the 1926 Lowell Lectures.
- Symbolism, Its Meaning and Effect. New York: Macmillan Co., 1927. Based on the 1927 Barbour-Page Lectures delivered at the University of Virginia.
- Process and Reality: An Essay in Cosmology. New York: Macmillan Company, 1929. Based on the 1927–28 Gifford Lectures delivered at the University of Edinburgh. The 1978 Free Press "corrected edition" edited by David Ray Griffin and Donald W. Sherburne corrects many errors in both the British and American editions, and also provides a comprehensive index.
- The Aims of Education and Other Essays. New York: Macmillan Company, 1929.
- The Function of Reason. Princeton: Princeton University Press, 1929. Based on the March 1929 Louis Clark Vanuxem Foundation Lectures delivered at Princeton University.
- Adventures of Ideas. New York: Macmillan Company, 1933. Also published by Cambridge: Cambridge University Press, 1933.
- Nature and Life. Chicago: University of Chicago Press, 1934.
- Modes of Thought. New York: MacMillan Company, 1938.
- "Mathematics and the Good." In The Philosophy of Alfred North Whitehead, edited by Paul Arthur Schilpp, 666–681. Evanston and Chicago: Northwestern University Press, 1941.
- "Immortality." In The Philosophy of Alfred North Whitehead, edited by Paul Arthur Schilpp, 682–700. Evanston and Chicago: Northwestern University Press, 1941.
- Essays in Science and Philosophy. London: Philosophical Library, 1947.with Allison Heartz Johnson, ed. The Wit and Wisdom of Whitehead. Boston: Beacon Press, 1947.